# Ramiro Franco
Ramiro Franco Zambrano (ur. 25 października 2003 w Jaconie) – meksykański piłkarz występujący na pozycji środkowego obrońcy, od 2025 roku zawodnik Tijuany.